# J-dag
J-dag har siden midten af 1980'erne været en betegnelse for den dag på året, hvor julebryg lanceres.
I 2008 blev navneordet j-dag optaget i Retskrivningsordbogen.

## Kommercielle j-dage

### Tuborgs J-dag
I 1990 markedsførte Tuborg J-dag for at gøre det til en national begivenhed, at juleøllet kom til udskænkning. Idéen var taget fra den gamle tradition for P-dag i forbindelse med lancering af påskebryggen.
Fra 1990-1998 var det den anden onsdag i november, og Tuborg Julebryg kom først kl. 23:59. I 1999 blev Tuborgs J-dag flyttet til den første fredag i november kl. 20.59 på grund af det store antal af unge mennesker, der kom for sent i skole efter at have festet aftenen før.
I 2009 blev Tuborgs J-dag flyttet til den sidste fredag i oktober, men allerede året efter kom dagen tilbage til den første fredag i november, og der har den været lige side. J-dag blev efter sigende til omkring midten af 1980'erne, hvor bl.a. studerende markerede lanceringering af julebryg, men det var først i 1990, at Tuborgs første kommercielle fejring af J-dag fandt sted. Med til historien om J-dag hører også, at man i 1980'erne gjorde et stort nummer ud af, at årets friske franske rødvin Beaujolais nouveau ankom til København hvert år den tredje onsdag i november klokken 23.59.
| Kalender over Tuborgs J-dage | |
| --- | --- |
| \| - 1990: 14. november - 1991: 13. november - 1992: 11. november - 1993: 10. november - 1994: 9. november - 1995: 8. november - 1996: 13. november - 1997: 12. november - 1998: 11. november - 1999: 5. november - 2000: 3. november - 2001: 9. november - 2002: 1. november - 2003: 7. november - 2004: 5. november - 2005: 4. november - 2006: 3. november \| - 2007: 2. november - 2008: 7. november - 2009: 30. oktober - 2010: 5. november - 2011: 4. november - 2012: 2. november - 2013: 1. november - 2014: 7. november - 2015: 6. november - 2016: 4. november - 2017: 3. november - 2018: 2. november - 2019: 1. november - 2020: 6. november (aflyst grundet COVID-19) - 2021: 5. november - 2022: 4. november - 2023: 3. november \| | |
| - 1990: 14. november - 1991: 13. november - 1992: 11. november - 1993: 10. november - 1994: 9. november - 1995: 8. november - 1996: 13. november - 1997: 12. november - 1998: 11. november - 1999: 5. november - 2000: 3. november - 2001: 9. november - 2002: 1. november - 2003: 7. november - 2004: 5. november - 2005: 4. november - 2006: 3. november | - 2007: 2. november - 2008: 7. november - 2009: 30. oktober - 2010: 5. november - 2011: 4. november - 2012: 2. november - 2013: 1. november - 2014: 7. november - 2015: 6. november - 2016: 4. november - 2017: 3. november - 2018: 2. november - 2019: 1. november - 2020: 6. november (aflyst grundet COVID-19) - 2021: 5. november - 2022: 4. november - 2023: 3. november |

### Ølentusiasternes J-dag
Fra og med 2003 har en række barer og mikrobryggerier afholdt en alternativ j-dag; Ølentusiasternes J-dag eller ØJ-dag,
"ØJ-dag er indstiftet i 2003 af Ølbaren som et velsmagende alternativ til de gamle bryggeriers J-dag"
"Formålet er at skabe opmærksomhed omkring det lidt bedre juleøl"
"ØJ-dag" er hvert år dagen før J-dag" .